# Örjan Hultén
Örjan Hultén, född 9 juli 1966, är en svensk jazzmusiker, sopran- och tenorsaxofonist, och kompositör. Han driver också det egna skivbolaget Artogrush.

## Diskografi
Som bandledare:
- 2002 – Med vänner live i Tensta (Örjan Hultén Trio)
- 2005 – Ayouni (H3FK)
- 2006 – In the Woods (Örjan Hultén Trio)
- 2008 – In the City (Örjan Hultén Trio)
- 2008 – Nubiska nätter (H3FK)
- 2010 – Radio in my Head (Örjan Hultén Orion)
- 2012 – The Dead (Örjan Hultén Trio)
- 2013 – Mr Nobody (Örjan Hultén Orion)
- 2015 – Fältrapport (Örjan Hultén Orion)
- 2018 - 14 October Live at BAS (Örjan Hultén Trio)
- 2019 - Minusgrader (Örjan Hultén Orion)
- 2020 - Liberia ballad (Örjan Hultén Orion)
- 2022 - Shifting ground (Örjan Hultén Orion)

Som sideman:
- 1995 – Jeanette Lindström Quintet: Another Country
- 1997 – Jeanette Lindström Quintet: I saw You
- 1997 – Fredrik Norén Band: The Pelican
- 2004 – Filip Augustson: Ich bin Filip Augustson
- 2004 – Johan Berke: Upstairs Five
- 2006 – Johan Berke: The Cactus Suite
- 2008 – Johan Berke: Eastern Scene in Grey Minor
- 2009 – Upscale 10: Scope
- 2011 – Johan Berke: Nordic Scenes in Cromatic Blue
- 2012 – Bosse Broberg Nogenja: Zzzkaas Dance
- 2016 - Tassos Spiliotopoulos Quartet: In the north
- 2022 - Hexabit: Unrulers